# Rotem Gafinovitz
Rotem Gafinovitz (hebräisch רותם גפינוביץ; * 9. Juni 1992 in Modiʿin) ist eine israelische Radrennfahrerin.

## Sportlicher Werdegang
Gafinovitz kam durch ihren Vater zum Radsport. Mit 15 kam sie zu einem Austausch ins niederländische Assen und beschloss, ihren Traum von einer Radsport-Karriere in den Niederlanden zu verwirklichen. Mit 17 setzte sie diesen Plan um und zog alleine von zu Hause in Israel fort; in den Niederlanden wohnte sie zunächst bei der Familie des Managers ihrer Clubmannschaft Dura-Vermeer.
2013 wechselte sie zu Topsport Vlaanderen-Bioracer mit dem Ziel, sich im Cross-Country-Mountainbike für die Olympischen Spiele 2016 zu qualifizieren. Dafür ging sie 2014 nach Israel zurück, um in den Bergen zu trainieren. Dieses Vorhaben scheiterte, auch weil sie 2015 stürzte und lange nicht zurück zu ihrer Form fand. Sie konnte allerdings 2015 die israelischen Meisterschaften gewinnen, sowohl im Cross-Country XCO als auch im Straßenrennen.
2016 zog Gafinovitz wieder in die Niederlande und war für das Clubteam Jos Feron Lady Force aktiv. 2017 erhielt sie einen Vertrag vom renommierten WM3 Pro Cycling Team und fuhr zwei Jahre lang an der Seite der mehrfachen Weltmeisterin Marianne Vos. Sie konnte 2018 die israelischen Meisterschaften im Einzelzeitfahren gewinnen, international hatte sie jedoch keine Top-10-Platzierungen. Für 2019 ging sie zusammen mit ihrer Landsfrau Omer Shapira zu Canyon SRAM Racing. Mit diesem Team erzielte sie ihren einzigen Sieg in einem internationalen UCI-Rennen bei der Tour of Arava, bei Gracia Orlová war sie bei vier von fünf Etappen in den Top 10.
2021 fuhr Gafinovitz zunächst für InstaFund La Prima, dann für Bingoal-Chevalmeire. 2022 war sie mit Roland Cogeas Edelweiss Squad wieder für ein WorldTour-Team unterwegs, darunter im Giro Donne und der Erstausgabe der Tour de France Femmes. Seit 2023 fährt sie für das britisch-luxemburgische Kontinentalteam Hess. 2024 hat sie Israel im olympischen Straßenrennen vertreten.
Die israelischen Meisterschaften im Einzelzeitfahren gewann Gafinovitz außer 2018 auch 2019, 2021, 2023 und 2024; im Straßenrennen stand sie nach ihrem Sieg 2015 noch vielfach als Zweite oder Dritte auf dem Podium, bevor sie 2024 zum zweiten Mal siegte. Seit 2016 fuhr sie regelmäßig für die Nationalmannschaft bei internationalen Wettkämpfen; ihr bedeutendstes Resultat war der neunte Platz beim Einzelzeitfahren der Europaspielen 2019. Bei Europameisterschaften kam sie in dieser Disziplin zweimal (2020 und 2022) unter die ersten 20. Das Straßenrennen der Weltmeisterschaften fuhr sie fast jedes Jahr, beendete es aber nur einmal (2021), auf dem 86. Platz.

## Erfolge
2015
 Israelische Meisterin – Straßenrennen
 Israelische Meisterin – Cross-Country XCO
2018
 Israelische Meisterin – Einzelzeitfahren
2019
 Israelische Meisterin – Einzelzeitfahren
Tour of Arava
2021
 Israelische Meisterin – Einzelzeitfahren
2023
 Israelische Meisterin – Einzelzeitfahren
2024
 Israelische Meisterin – Straßenrennen, Einzelzeitfahren